# Мадона дељи Анђели (Ријети)
Мадона дељи Анђели је насеље у Италији у округу Ријети, региону Лацио.
Према процени из 2011. у насељу је живело 299 становника. Насеље се налази на надморској висини од 228 м.